# 551601 Antonijove
551601 Antonijove este o planetă minoră (asteroid) din centura de asteroizi. A fost descoperită pe 7 aprilie 2013 la  de . 
Obiectul prezintă o orbită caracterizată de o semiaxă mare de 2,5521119590882 UAi, o excentricitate de 0,052296934635609, o înclinație de 15,413925562677 ° în raport cu ecliptica.